# Alejandro Sánchez Cabezudo
Alejandro Sanchez-Cabezudo (Mora, Toledo, 19 de febrero de 1897 - Madrid, antes de noviembre de 1978) fue un militar español.

## Biografía
Militar profesional, pertenecía al arma de infantería. Considerado un «africanista», estuvo destinado en Marruecos durante más de quince años. Cuando se produjo el estallido de la Guerra civil se encontraba en el Cuartel de la Montaña, logrando sobrevivir al asalto del acuartelamiento. Durante la contienda llegó a mandar una de las brigadas de la División móvil de Asalto, alcanzando el rango de teniente coronel. Posteriormente recibió el mando de la 37.ª División, en el frente de Extremadura. Al final de la guerra fue hecho prisionero por los franquistas; juzgado y condenado a muerte, la pena le sería conmutada por la intervención del general José Enrique Varela.
Compartiría cautiverio con el general Antonio Escobar. Salió en libertad condicional en 1945. Sin embargo, volvería a ser detenido y juzgado bajo la acusación de haber conspirado con otros antiguos oficiales del Ejército republicano. Fue condenado a siete años de prisión, y enviado a trabajar en el Valle de los Caídos, donde se le aplicó la redención de penas por el trabajo.
Poco se sabe de los últimos años de su vida que pasó en su domicilio madrileño de la calle Conde de Peñalver. Falleció antes de  noviembre de 1978, fecha en la que se asigna una pensión a su viuda, Carmen Molet Junquera.